# مسرح محمد عبده
مسرح فنان العرب محمد عبده، هي ساحة متعددة الاستعمالات تستوعب 22.000 مقعداً في منطقة مسارح مجمع بوليفارد الترفيهي في حطين، الرياض، السعودية.
وسمي المسرح باسم المغني السعودي محمد عبده، وأنشئ تبعاً لافتتاح مدينة بوليفارد الرياض في أكتوبر 2019 في بداية أسبوع النسخة الأولى من مهرجان موسم الرياض الترفيهي. استضاف المسرح منذ إنشائه أحداثاً منها: ليلة الفلبين، ودبليو دبليو إي سوبر شو داون، ودبليو دبليو إي كراون جول.
وكان رئيس الهيئة العامة للترفيه تركي آل شيخ قد كشف عن شعار مسرح فنان العرب محمد عبده تزامناً مع موسم الرياض 2019.

## التاريخ
في 12 أكتوبر عام 2019، بعد يوم من انطلاق نسخة 2019 من موسم الرياض، أعلن رئيس الهيئة العامة للترفيه تركي آل الشيخ تأسيس مسرحي محمد عبده وأبو بكر سالم من خلال تغريدة تويتر رسمية.